# Segheria

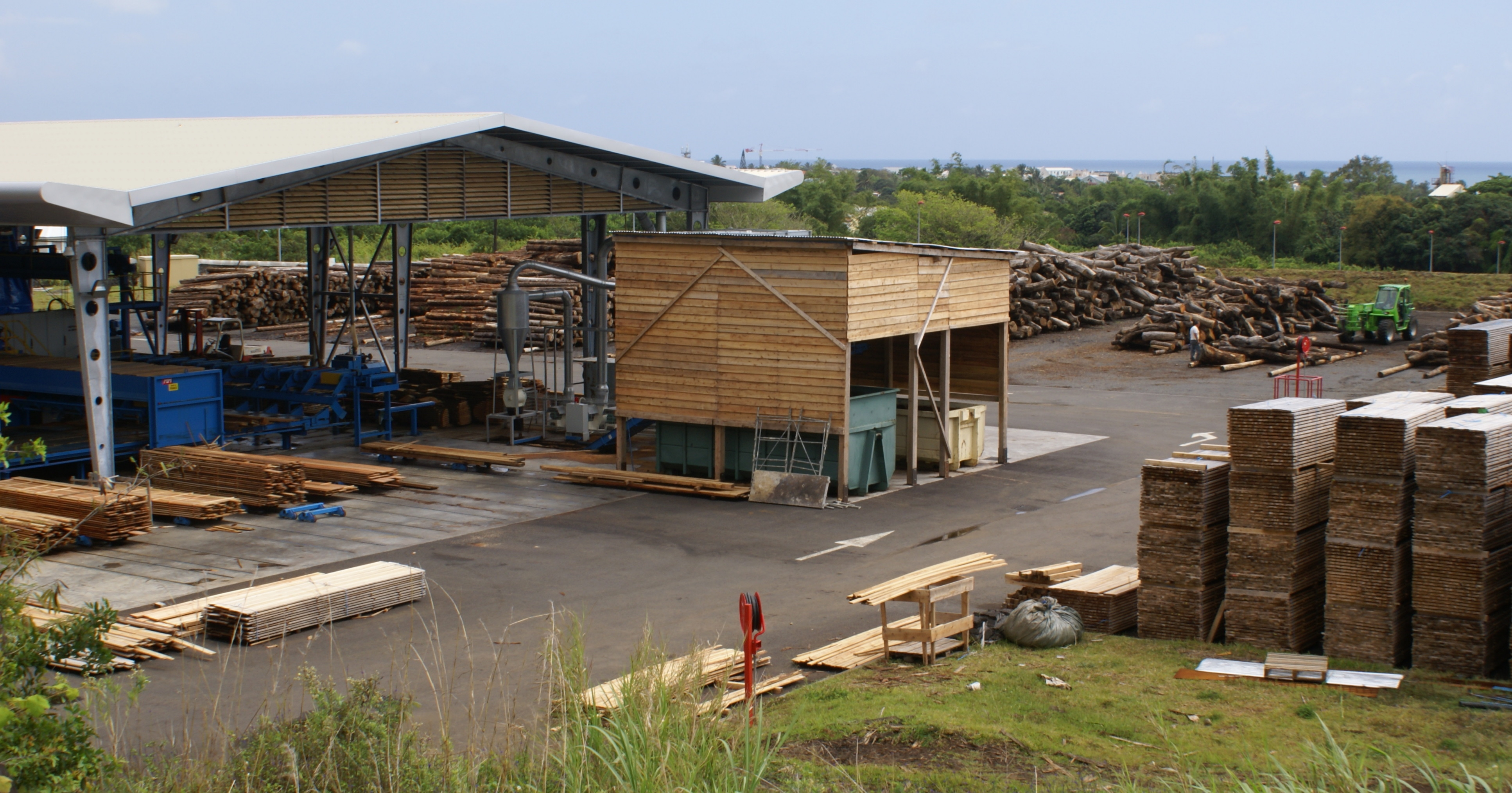
Segheria francese nell'isola della Réunion.

La segheria è tradizionalmente un impianto industriale di prima lavorazione del legno.
Il legno giunge nella segheria sotto forma di tronchi, per poi essere trasformato in semilavorati come tavole o travi. Alcune segherie, dotate di ulteriori attrezzature per la finitura del lavorato, sono in grado di fornire su disegno del cliente, travi, tavolati e modiglioni, finiti e pronti per la posa in opera.

## Storia

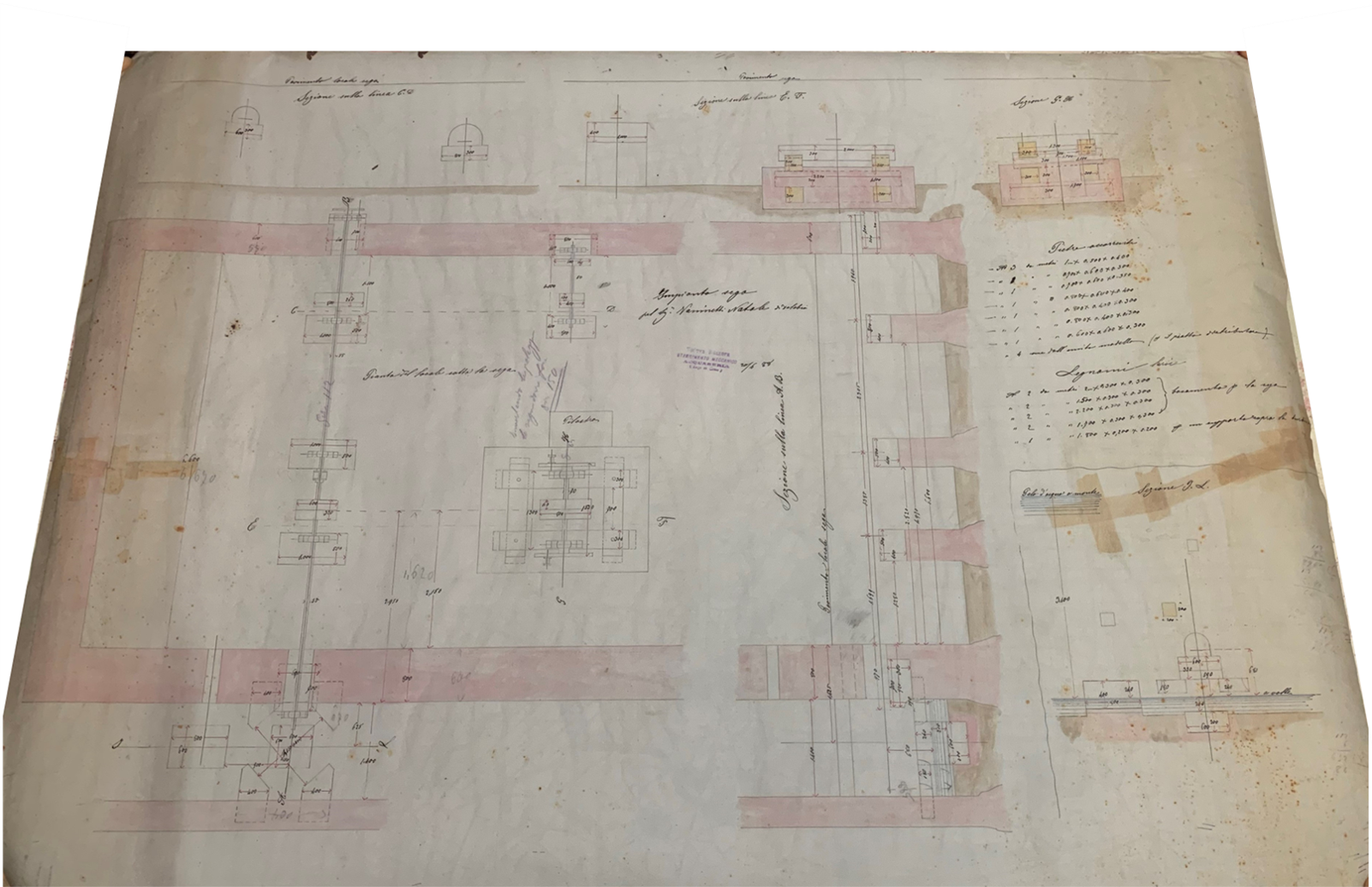
Progetto di segheria idraulica di tipo augustiano, 1888

Prima della diffusione delle segherie l'uomo era solito segare i tronchi di legno utilizzando strumenti manuali, come le seghe a telaio, oppure, come in origine, il taglio con l'ascia.
Esistono differenti ipotesi riguardo alla nascita delle prime segherie meccaniche azionate dall'acqua. Il poeta gallo-romano Ausonio cita in una poesia del IV secolo d.C. una macchina idraulica che sarebbe esistita lungo alcuni affluenti della Mosella, anche se non specifica che si tratti di una segheria. Le prime notizie certe basate su documenti scritti ne riportano la presenza nell'XI secolo nel Vosgi e nel 1204 in Normandia. In Italia si diffusero prevalentemente nella zona nord-orientale. Esse utilizzavano come fonte primaria di energia i corsi d'acqua che si trovano nelle vicinanze dei boschi, con sistemi derivati da quelli dei mulini ad acqua, basandosi sull'utilizzo di una ruota idraulica.
All'inizio del XX secolo, però, con l'introduzione dei motori elettrici si sono andate diffondendo le segherie elettriche, fino a soppiantare completamente le segherie ad acqua.

## Tipi di segheria

### Segheria veneziana
Si tratta di un tipo di segheria ad acqua che utilizza un sistema biella-manovella tipico di alcuni modelli francesi e tedeschi. Come suggerito dal nome, essa nacque nella Repubblica di Venezia per permettere una lavorazione più efficiente del legname, settore commerciale di notevole rilevanza strategica.
Facendo cadere una grande quantità di acqua da una posizione alta viene azionata una ruota idraulica di piccole dimensioni, che a sua volta mette in movimento mediante un albero di trasmissione il sistema biella-manovella. Tale sistema è collegato al telaio della sega e viene utilizzato per trasformare il movimento circolare generato dalla ruota in un movimento lineare. Il tronco da segare si trova posto sopra un carro messo perpendicolarmente alla sega, che scorre sopra dei rulli mediante l'utilizzo di una fune o catena mossa da un sistema particolarmente complesso.

### Segheria augustiana
Questo tipo di segheria ad acqua è derivata dalle segherie tedesche. Il termine fu coniato da Herbert Jüttemann nel 1982 riferendosi alla città di Augusta.
Rispetto alla segheria veneziana questa richiedeva una minore portata d'acqua per essere utilizzata vista la presenza di una ruota idraulica a cassette di dimensione maggiore e di un sistema moltiplicatore ad ingranaggi. Questo però aumentava l'inefficienza del sistema vista la presenza di attriti e resistenze maggiori rispetto all'altro sistema. Inoltre la movimentazione del carro veniva effettuata mediante un ingranaggio e non mediante una fune.